# Capopieve
Col termine capopieve si definiva una città con parrocchia posta per l'appunto a capo di una pieve.
Essa acquisiva solitamente non solo per l'importanza amministrativa del suo ruolo spirituale, ma anche perché era la sede del locale prevosto che amministrava la pieve stessa servendosi di un Capitolo prepositurale appositamente costituito, che aveva solitamente sede nella chiesa parrocchiale della città capopieve.
La chiesa parrocchiale della città capopieve aveva il titolo di "chiesa prepositurale" in quanto sede di un prevosto.

## Capopievi dell'Arcidiocesi di Milano
L'Arcidiocesi di Milano, che fu certamente l'organismo cattolico che in Italia fece più largo uso delle pievi e conferì il maggior numero di titoli di "capopieve" alle città, contava in tutto 56 pievi con altrettanti capopievi. Le seguenti città avevano il titolo di Capopieve in Lombardia:
- Agliate
- Appiano Gentile
- Arcisate
- Bellano
- Binasco
- Bollate
- Brebbia
- Brivio
- Bruzzano
- Casale
- Castelseprio
- Cesano Boscone
- Corbetta
- Cornegliano
- Dairago
- Dervio
- Desio
- Gallarate
- Galliano
- Garlate
- Gera d'Adda
- Gorgonzola
- Incino
- Lecco
- Leggiuno
- Locate
- Mariano
- Mauri
- Mezzate
- Missaglia
- Monza
- Nerviano
- Nibionno
- Oggiono
- Olgiate Olona-Busto Arsizio
- Parabiago
- Pontirolo
- Porlezza
- Rosate
- San Donato Milanese
- San Giuliano Milanese
- Segrate
- Settala
- Seveso
- Somma Lombardo
- Trenno
- Valassina
- Valsassina
- Valsolda
- Valcuvia
- Valtravaglia
- Varenna
- Varese
- Vimercate

L'elenco delle pievi della diocesi di Milano del XIII secolo si può ricavare dal Liber Notitiae Sanctorum Mediolani, opera di Goffredo da Bussero che stilò l'elenco delle chiese, degli altari e dei santi a cui essi erano dedicati.